# Sytuacja prawna i społeczna osób LGBT w Islandii

Tęczowa flaga w kształcie Islandii

Prawa lesbijek, gejów, osób biseksualnych i transpłciowych (LGBT) w Islandii są bardzo postępowe. Parlament Islandii w dniu 11 czerwca 2010 r. jednogłośnie zmienił ustawę o małżeństwach w tym kraju tak, aby zdefiniowano małżeństwo jako związek pomiędzy dwiema osobami, tym samym legalizując małżeństwa osób tej samej płci. Ustawa weszła w życie z dniem 27 czerwca 2010 r. Ponadto od 2006 r. pary tej samej płci mają równy dostęp do adopcji i do zapłodnienia in vitro. Islandia jest często określana jako jeden z najbardziej przyjaznych dla osób LGBT krajów na świecie.

## Prawo a dyskryminacja osób homoseksualnych
Kontakty homoseksualne zostały zalegalizowane na Islandii w 1940, a w 1992 zrównano ze sobą wiek osób legalnie dopuszczających się kontaktów homo- i heteroseksualnych – wynosi on obecnie 15 lat.

### Krwiodawstwo
Do lipca 2025 na Islandii mężczyźni mający kontakty seksualne z mężczyznami (MSM) nie mogą być dawcami krwi. 
W 2014 roku islandzki mężczyzna wniósł pozew przeciwko zakazowi oddawania krwi, opisując obecną politykę jako wyraźny przykład dyskryminacji. W październiku 2015 r. islandzki minister zdrowia, Kristján Þór Júlíusson, ogłosił swoje poparcie dla wprowadzenia zmian legislacyjnych umożliwiających MSM na Islandii oddawanie krwi. Ogłoszono, że prawdopodobnie jeszcze w 2019 r. Islandia zezwoli na oddawanie krwi przez gejów i mężczyzn biseksualnych.
W październiku 2024 podano informację, że począwszy od 1 lipca 2025 roku wszyscy potencjalni krwiodawcy zostaną poddani badaniu NAT, które ma wykluczyć obecność we krwi krwiodawcy wirusa zapalenia wątroby typu B lub C czy też wirusa HIV. Zmiana ta umożliwi oddanie krwi mężczyznom homoseksualnym oraz biseksualnym po otrzymaniu pozytywnego wyniku badania.

## Ochrona prawna przed dyskryminacją
Islandzkie prawo gwarantuje ogólny zakaz dyskryminacji przez wzgląd na orientację seksualną. Został on zawarty w kodeksie karnym i obejmuje różne dziedziny życia, w tym miejsce pracy. Althing (parlament islandzki) uchwalił poprawki paragrafów §180 oraz §233 (odwołujących się do dyskryminacji na tle narodowym, koloru skóry, rasowym, religijnym i seksualnym), dodając do tego „na podstawie orientacji seksualnej”. Zabrania to naruszania dóbr i odmowy świadczenia usług na podstawie orientacji seksualnej, a także ataku słownego lub znęcania się nad osobą bądź grupą ludzi z powodu orientacji seksualnej. Przepisy te obowiązują w kraju od 1996.

### Służba wojskowa
Islandia jest krajem nieposiadającym sił zbrojnych.

## Uznanie związków osób tej samej płci

### Związek partnerski
W 1996 roku Althing zalegalizował w kraju związki partnerskie par tej samej płci. Dawały one większość praw z tych, jakie mają małżeństwa heteroseksualne. Przedstawiony przez ówczesnego ministra sprawiedliwości projekt ustawy poparły wszystkie partie zasiadające w parlamencie. Podczas głosowania tylko jedna osoba była przeciwna przyjęciu ustawy.

### Małżeństwo osób tej samej płci
23 marca 2010 islandzki rząd zaprezentował ustawę legalizującą małżeństwa osób tej samej płci. Ten sam rząd, który przyjął ustawę o związkach partnerskich, zajmował się ustawą o małżeństwach osób tej samej płci. Ustawa została jednogłośnie przyjęta przez parlament (stosunkiem głosów 49:0) i weszła w życie 27 czerwca 2010. Homoseksualni partnerzy Islandczyków będący obywatelami innych krajów otrzymują na Islandii pozwolenie na pobyt.
W październiku 2015 r. Kościół islandzki przegłosował zezwolenie na zawieranie małżeństw przez pary tej samej płci w swoich kościołach.

## Adopcja dzieci przez pary jednopłciowe
W 2000 Islandia umożliwiła parom tej samej płci adopcję dzieci, ale tylko jednego z partnerów, a nie obcych (np. z domu dziecka). 27 czerwca 2006 lesbijki i geje uzyskali pełny dostęp do adopcji dzieci bez żadnych ograniczeń. Lesbijki mają tam dostęp do dawców nasienia, a geje do matek zastępczych.

## Prawa osób transpłciowych
W dniu 11 czerwca 2012 r. islandzki parlament zagłosował za przyjęciem nowej ustawy liberalizującej zasady dotyczące tożsamości płciowej i pozwalającej na kompleksowe uznawanie nabytego statusu płciowego oraz ustanowienie ochrony tożsamości płciowej. Prawa te zostały wprowadzone w życie w dniu 27 czerwca 2012 r. Przepisy stanowią, że Islandzki Narodowy Szpital Uniwersytecki (Islandzki: Landspítali - háskólasjúkrahús) jest zobligowany do utworzenia oddziału zajmującego się diagnozowaniem dysforii płciowej, a także przeprowadzaniem operacji korekty płci. Po pomyślnym zakończeniu 18-miesięcznego procesu, w tym 12-miesięcznego życia zgodnie z wybraną płcią, kandydaci stają przed komisją specjalistów. Jeżeli komitet uzna, że diagnoza dysforii płci jest właściwa, krajowy rejestr jest o tym informowany, a wnioskodawca wybiera nowe imię odzwierciedlające jego płeć i otrzymuje nowy nr ID (kennitala) i dowód osobisty. Operacja korekty płci nie jest wymagana do oficjalnej zmiany imienia i uznawania płci.
W czerwcu 2019 r. islandzki parlament zagłosował nad ustawą 45-0 w sprawie wdrożenia postępowego "modelu samostanowienia w zakresie zmiany płci"("self-determination gender change model law"), podobnego do wielu państw europejskich i południowoamerykańskich. Ponadto projekt ustawy zawiera również trzeci wariant dotyczący płci, znany jako "X" na oficjalnych dokumentach.

## Życie osób LGBT w kraju

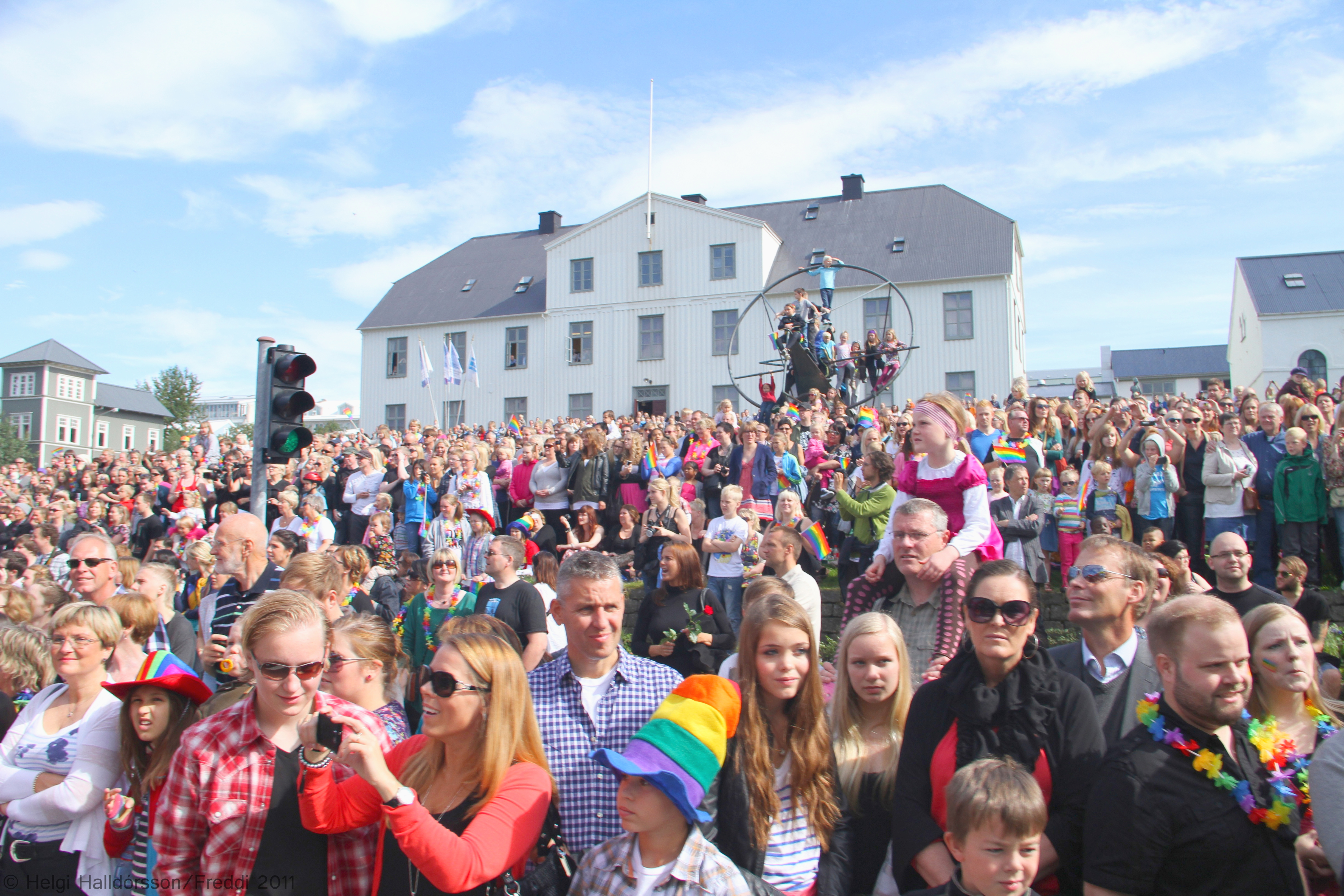
Parada mniejszości seksualnych w 2011 roku w Reykjavíku

Islandczycy – podobnie jak mieszkańcy innych krajów skandynawskich – należą do najbardziej tolerancyjnych i przyjaznych społeczeństw wobec przedstawicieli LGBT. Są bardzo liberalni i zlaicyzowani, zatem większość z nich popiera prawa osób homoseksualnych.
Na Islandii istnieje mała społeczność LGBT skoncentrowana w Reykjavíku. Miasto dysponuje kilkoma lokalami gejowskimi (bary, kawiarnie) oraz kilkoma gay-friendly.
Wydawane są tam publikacje, działa kilka organizacji zajmujących się niesieniem pomocy przedstawicielom LGBT. Ruch gejowski powstał wraz z organizacją Samtökin '78, która działa od 1978. Kampania na rzecz równości zmieniała latami wizerunek społeczności LGBT w oczach Islandczyków na lepszy. Każdego roku w sierpniu ulicami stolicy maszerują parady mniejszości seksualnych (gaypride parade). W 2006 manifestacja taka zgromadziła około 50 tys. uczestników, co jest ogromnym osiągnięciem w kraju mającym zaledwie 300 tys. obywateli.
1 lutego 2009 Jóhanna Sigurðardóttir, otwarcie przyznająca się do bycia lesbijką, została premierem Islandii. Jest to pierwsza osoba o orientacji homoseksualnej, która stanęła na czele rządu niezależnego państwa.